# Offenbacher Fußball-Club Kickers 1901 2006-2007
Questa voce raccoglie le informazioni riguardanti il Offenbacher Fußball-Club Kickers 1901 nelle competizioni ufficiali della stagione 2006-2007.

## Stagione
Nella stagione 2006-2007 il Kickers Offenbach, allenato da Wolfgang Frank, concluse il campionato di 2. Bundesliga al 14º posto. In Coppa di Germania il Kickers Offenbach fu eliminato ai quarti di finale dal Eintracht Francoforte.

## Rosa
| N. |                     | Ruolo | Calciatore         |
| -- | ------------------- | ----- | ------------------ |
| 1  | Brasile (bandiera)  | P     | César Thier        |
| 2  | Germania (bandiera) | D     | Lars Weißenfeldt   |
| 3  | Germania (bandiera) | D     | Markus Happe       |
| 4  | Germania (bandiera) | D     | Bastian Pinske     |
| 5  | Germania (bandiera) | C     | Christian Müller   |
| 6  | Germania (bandiera) | D     | Daniel Schumann    |
| 7  | Germania (bandiera) | A     | Torsten Oehrl      |
| 8  | Germania (bandiera) | C     | Stephan Sieger     |
| 9  | Grecia (bandiera)   | A     | Anastasios Agritis |
| 10 | Turchia (bandiera)  | A     | Suat Türker        |
| 11 | Germania (bandiera) | C     | Thorsten Judt      |
| 13 | Germania (bandiera) | D     | Heiner Backhaus    |
| 14 | Germania (bandiera) | C     | Thomas Wörle       |
| 15 | Germania (bandiera) | C     | Alf Mintzel        |

| N. |                                 | Ruolo | Calciatore           |
| -- | ------------------------------- | ----- | -------------------- |
| 16 | Marocco (bandiera)              | C     | Oualid Mokhtari      |
| 17 | Germania (bandiera)             | P     | Daniel Endres        |
| 18 | Germania (bandiera)             | D     | Niko Bungert         |
| 19 | Germania (bandiera)             | D     | Rüdiger Rehm         |
| 20 | Turchia (bandiera)              | C     | Ramazan Yildirim     |
| 21 | Germania (bandiera)             | C     | Dino Toppmöller      |
| 22 | Germania (bandiera)             | C     | Christian Pospischil |
| 23 | Germania (bandiera)             | C     | Markus Kreuz         |
| 24 | Slovenia (bandiera)             | D     | Matej Miljatovič     |
| 25 | Germania (bandiera)             | D     | Steffen Schrod       |
| 26 | Germania (bandiera)             | C     | Alexander Karrer     |
| 27 | Croazia (bandiera)              | P     | Ignjac Kresic        |
| 28 | Bosnia ed Erzegovina (bandiera) | C     | Alen Basic           |
| 29 | Germania (bandiera)             | A     | Marco Reich          |

## Organigramma societario
Area tecnica
- Allenatore: Wolfgang Frank
- Allenatore in seconda: Manfred Binz
- Preparatore dei portieri: René Keffel
- Preparatori atletici:

## Calciomercato

### Sessione estiva
| Acquisti | Acquisti        | Acquisti       | Acquisti |
| R.       | Nome            | da             | Modalità |
| -------- | --------------- | -------------- | -------- |
| D        | Niko Bungert    | Schalke 04     |          |
| A        | Sean Dundee     | Karlsruhe      |          |
| P        | Ignjac Kresic   | Dinamo Dresda  |          |
| C        | Markus Kreuz    | Real Murcia    |          |
| C        | Dino Toppmöller | Jahn Ratisbona |          |

| Cessioni | Cessioni           | Cessioni          | Cessioni |
| R.       | Nome               | da                | Modalità |
| -------- | ------------------ | ----------------- | -------- |
| C        | Ole Budtz          | Aarhus            |          |
| A        | Momo Diabang       | Augusta           |          |
| A        | Daniele Fiorentino | Wehen Wiesbaden   |          |
| C        | Laszlo Kanyuk      | Kickers Stoccarda |          |
| P        | Sead Ramović       | Tromsø            |          |
| P        | Toni Tapalović     | Schalke 04 II     |          |
| A        | Wandeir            | Vardar            |          |

### Sessione invernale
| Acquisti | Acquisti           | Acquisti       | Acquisti |
| R.       | Nome               | da             | Modalità |
| -------- | ------------------ | -------------- | -------- |
| A        | Torsten Oehrl      | Greuther Fürth |          |
| A        | Anastasios Agritis | Egaleo         |          |
| A        | Marco Reich        | Crystal Palace |          |

| Cessioni | Cessioni    | Cessioni          | Cessioni |
| R.       | Nome        | da                | Modalità |
| -------- | ----------- | ----------------- | -------- |
| A        | Régis Dorn  | Hansa Rostock     |          |
| A        | Sean Dundee | Kickers Stoccarda |          |

## Risultati

### 2. Bundesliga

#### Girone di andata
| Arbitro: | Schmidt |

|                     |           |                        |
| Dorn 27’ Türker 39’ | Marcatori | 53’ Helbig 87’ Günther |

| Arbitro: | Kempter |

|                                        |           |  |
| Baier 49’ Schwarz 71’ (rig.) Adler 90’ | Marcatori |  |

| Arbitro: | Fischer |

|  |           |              |
|  | Marcatori | 45’ Federico |

| Arbitro: | Aytekin |

|                        |           |            |
| Müller 14’ Röttger 63’ | Marcatori | 29’ Türker |

| Arbitro: | Lupp |

|            |           |            |
| Sieger 37’ | Marcatori | 44’ Spizak |

| Arbitro: | Walz |

|           |           |            |
| Džaka 27’ | Marcatori | 66’ Türker |

| Arbitro: | Dingert |

|            |           |  |
| Türker 36’ | Marcatori |  |

| Arbitro: | Sahler |

|                        |           |         |
| Stein 69’ Ćetković 77’ | Marcatori | 7’ Dorn |

| Arbitro: | Anklam |

|                                          |           |            |
| Türker 45’ Sieger 80’ (rig.), 83’ (rig.) | Marcatori | 60’ Heller |

| Arbitro: | Kinhöfer |

|                            |           |  |
| Barut 64’ (rig.) Oehrl 89’ | Marcatori |  |

| Offenbach am Main 8 novembre 2006, ore 17:30 CET 11ª giornata | Kickers Offenbach | 0 – 0 referto | Duisburg | Stadion am Bieberer Berg (8 129 spett.)\| Arbitro: \| Drees \| |
| Arbitro:                                                      | Drees             |               |          |                                                                |

| Arbitro: | Stachowiak |

|                                                |           |           |
| Bogavac 10’, 48’ Burkhardt 36’ Rehm 85’ (aut.) | Marcatori | 66’ Wörle |

| Arbitro: | Rafati |

|  |           |           |
|  | Marcatori | 49’ Daham |

| Arbitro: | Brych |

|              |           |                                        |
| Iashvili 27’ | Marcatori | 6’ Müller 37’ (rig.) Sieger 88’ Türker |

| Arbitro: | Seemann |

|                          |           |                                |
| Dorn 43’ Sieger 82’, 90’ | Marcatori | 41’ (rig.) Hdiouad 75’ Lawarée |

| Arbitro: | Fleischer |

|                             |           |  |
| Toppmöller 77’ Mokhtari 83’ | Marcatori |  |

| Arbitro: | Schmidt |

|                    |           |                         |
| Schweinsteiger 22’ | Marcatori | 31’ Mokhtari 75’ Türker |

#### Girone di ritorno
| Arbitro: | Gräfe |

|                               |           |                                   |
| Voigt 47’ Fröhlich 90’ (rig.) | Marcatori | 19’, 51’ Türker 27’ (aut.) Oswald |

| Arbitro: | Winkmann |

|                          |           |           |
| Toppmöller 9’ Sieger 51’ | Marcatori | 87’ Wolff |

| Arbitro: | Lupp |

|                                  |           |            |
| Kapllani 63’ Federico 90’ (rig.) | Marcatori | 40’ Türker |

| Arbitro: | Frank |

|  |           |                 |
|  | Marcatori | 39’, 45’ Müller |

| Arbitro: | Grudzinski |

|                             |           |  |
| Feldhahn 16’ Kolomazník 82’ | Marcatori |  |

| Arbitro: | Schempershauwe |

|                           |           |                            |
| Toppmöller 14’ Türker 32’ | Marcatori | 6’, 35’, 45’ (rig.) Šukalo |

| Arbitro: | Schößling |

|                                  |           |                     |
| Boskovic 60’ Lorenzón 62’ (rig.) | Marcatori | 23’, 89’ Toppmöller |

| Arbitro: | Pickel |

|                |           |          |
| Pospischil 18’ | Marcatori | 59’ Kern |

| Arbitro: | Meyer |

|                         |           |             |
| Klinka 65’ Rangelov 90’ | Marcatori | 66’ Agritis |

| Arbitro: | Schriever |

|             |           |                     |
| Bungert 35’ | Marcatori | 8’ Kleine 87’ Lanig |

| Arbitro: | Sahler |

|                               |           |  |
| Kurth 18’, 40’, 60’ Grlić 90’ | Marcatori |  |

| Arbitro: | Dingert |

|                 |           |                  |
| Türker 37’, 79’ | Marcatori | 57’ (aut.) Wörle |

| Arbitro: | Perl |

|                                            |           |  |
| Müller 33’ Ziemer 37’ Simpson 47’ Bohl 82’ | Marcatori |  |

| Arbitro: | Gräfe |

|                |           |                          |
| Oehrl 85’, 90’ | Marcatori | 35’, 73’ Sanou 37’ Antar |

| Arbitro: | Rafati |

|            |           |             |
| Müller 40’ | Marcatori | 77’ Agritis |

| Arbitro: | Sippel |

|                          |           |                        |
| Helmes 63’ Novakovič 65’ | Marcatori | 22’ Türker 69’ Agritis |

| Arbitro: | Fleischer |

|              |           |          |
| Mokhtari 57’ | Marcatori | 82’ Atem |

### Coppa di Germania
| Arbitro: | Schößling |

|  |           |                      |
|  | Marcatori | 33’ Sieger 41’ Kreuz |

| Arbitro: | Schmidt |

|  |           |                    |
|  | Marcatori | 40’ Dorn 55’ Wörle |

| Arbitro: | Meyer |

|                           |           |               |
| Türker 47’ Toppmöller 90’ | Marcatori | 75’ Burkhardt |

| Arbitro: | Kircher |

|  |           |                            |
|  | Marcatori | 11’ Fink 61’, 72’ Takahara |

## Statistiche

### Statistiche di squadra
| Competizione      | Punti | In casa | In casa | In casa | In casa | In casa | In casa | In trasferta | In trasferta | In trasferta | In trasferta | In trasferta | In trasferta | Totale | Totale | Totale | Totale | Totale | Totale | DR  |
| Competizione      | Punti | G       | V       | N       | P       | Gf      | Gs      | G            | V            | N            | P            | Gf           | Gs           | G      | V      | N      | P      | Gf     | Gs     | DR  |
| ----------------- | ----- | ------- | ------- | ------- | ------- | ------- | ------- | ------------ | ------------ | ------------ | ------------ | ------------ | ------------ | ------ | ------ | ------ | ------ | ------ | ------ | --- |
| 2. Bundesliga     | 36    | 17      | 6       | 5       | 6       | 23      | 22      | 17           | 3            | 4            | 10           | 19           | 37           | 34     | 9      | 9      | 16     | 42     | 59     | -17 |
| Coppa di Germania | -     | 2       | 1       | 0       | 1       | 2       | 4       | 2            | 2            | 0            | 0            | 4            | 0            | 4      | 3      | 0      | 1      | 6      | 4      | +2  |
| Totale            | 36    | 19      | 7       | 5       | 7       | 25      | 26      | 19           | 5            | 4            | 10           | 23           | 37           | 38     | 12     | 9      | 17     | 48     | 63     | -15 |

### Andamento in campionato
| Giornata  | 1 | 2  | 3  | 4  | 5  | 6  | 7  | 8  | 9  | 10 | 11 | 12 | 13 | 14 | 15 | 16 | 17 | 18 | 19 | 20 | 21 | 22 | 23 | 24 | 25 | 26 | 27 | 28 | 29 | 30 | 31 | 32 | 33 | 34 |
| --------- | - | -- | -- | -- | -- | -- | -- | -- | -- | -- | -- | -- | -- | -- | -- | -- | -- | -- | -- | -- | -- | -- | -- | -- | -- | -- | -- | -- | -- | -- | -- | -- | -- | -- |
| Luogo     | C | T  | C  | T  | C  | T  | C  | T  | C  | T  | C  | T  | C  | T  | C  | C  | T  | T  | C  | T  | C  | T  | C  | T  | C  | T  | C  | T  | C  | T  | C  | T  | T  | C  |
| Risultato | N | P  | P  | P  | N  | N  | V  | P  | V  | P  | N  | P  | P  | V  | V  | V  | V  | V  | V  | P  | P  | P  | P  | N  | N  | P  | P  | P  | V  | P  | P  | N  | N  | N  |
| Posizione | 6 | 15 | 17 | 18 | 18 | 17 | 15 | 16 | 15 | 15 | 15 | 16 | 16 | 15 | 14 | 10 | 8  | 8  | 6  | 7  | 11 | 11 | 12 | 12 | 13 | 13 | 13 | 13 | 12 | 12 | 13 | 14 | 15 | 14 |

Legenda:

Luogo: C = Casa; T = Trasferta. Risultato: V = Vittoria; N = Pareggio; P = Sconfitta.

### Statistiche dei giocatori
| Giocatore      | 2. Bundesliga | 2. Bundesliga | 2. Bundesliga | 2. Bundesliga | Coppa di Germania | Coppa di Germania | Coppa di Germania | Coppa di Germania | Totale   | Totale | Totale      | Totale     |
| Giocatore      | Presenze      | Reti          | Ammonizioni   | Espulsioni    | Presenze          | Reti              | Ammonizioni       | Espulsioni        | Presenze | Reti   | Ammonizioni | Espulsioni |
| -------------- | ------------- | ------------- | ------------- | ------------- | ----------------- | ----------------- | ----------------- | ----------------- | -------- | ------ | ----------- | ---------- |
| A. Agritis     | 7             | 3             | 0             | 0             | 1                 | 0                 | 0                 | 0                 | 8        | 3      | 0           | 0          |
| H. Backhaus    | 0             | 0             | 0             | 0             | 1                 | 0                 | 0                 | 0                 | 1        | 0      | 0           | 0          |
| A. Basic       | 1             | 0             | 0             | 0             | 0                 | 0                 | 0                 | 0                 | 1        | 0      | 0           | 0          |
| N. Bungert     | 20            | 1             | 4             | 0             | 1                 | 0                 | 0                 | 0                 | 21       | 1      | 4           | 0          |
| R. Dorn        | 16            | 3             | 2             | 0             | 2                 | 1                 | 0                 | 0                 | 18       | 4      | 2           | 0          |
| S. Dundee      | 14            | 0             | 0             | 0             | 2                 | 0                 | 0                 | 0                 | 16       | 0      | 0           | 0          |
| D. Endres      | 3             | 0             | 1             | 0             | 0                 | 0                 | 0                 | 0                 | 3        | 0      | 1           | 0          |
| M. Happe       | 21            | 0             | 3             | 0             | 4                 | 0                 | 1                 | 0                 | 25       | 0      | 4           | 0          |
| T. Judt        | 28            | 0             | 4             | 0             | 4                 | 0                 | 0                 | 0                 | 32       | 0      | 4           | 0          |
| A. Karrer      | 0             | 0             | 0             | 0             | 0                 | 0                 | 0                 | 0                 | 0        | 0      | 0           | 0          |
| I. Kresic      | 0             | 0             | 0             | 0             | 0                 | 0                 | 0                 | 0                 | 0        | 0      | 0           | 0          |
| M. Kreuz       | 20            | 0             | 1             | 0             | 3                 | 1                 | 1                 | 0                 | 23       | 1      | 2           | 0          |
| M. Miljatovič  | 31            | 0             | 6             | 0             | 4                 | 0                 | 0                 | 0                 | 35       | 0      | 6           | 0          |
| A. Mintzel     | 15            | 0             | 3             | 0             | 2                 | 0                 | 0                 | 0                 | 17       | 0      | 3           | 0          |
| O. Mokhtari    | 21            | 3             | 1             | 0             | 1                 | 0                 | 0                 | 0                 | 22       | 3      | 1           | 0          |
| C. Müller      | 30            | 1             | 4             | 0             | 4                 | 0                 | 1                 | 0                 | 34       | 1      | 5           | 0          |
| T. Oehrl       | 12            | 2             | 1             | 0             | 0                 | 0                 | 0                 | 0                 | 12       | 2      | 1           | 0          |
| B. Pinske      | 7             | 0             | 2             | 0             | 0                 | 0                 | 0                 | 0                 | 7        | 0      | 2           | 0          |
| C. Pospischil  | 10            | 1             | 0             | 0             | 1                 | 0                 | 0                 | 0                 | 11       | 1      | 0           | 0          |
| R. Rehm        | 21            | 0             | 6             | 3             | 3                 | 0                 | 0                 | 0                 | 24       | 0      | 6           | 3          |
| M. Reich       | 8             | 0             | 1             | 0             | 1                 | 0                 | 0                 | 0                 | 9        | 0      | 1           | 0          |
| S. Schrod      | 0             | 0             | 0             | 0             | 0                 | 0                 | 0                 | 0                 | 0        | 0      | 0           | 0          |
| D. Schumann    | 19            | 0             | 1             | 0             | 0                 | 0                 | 0                 | 0                 | 19       | 0      | 1           | 0          |
| S. Sieger      | 33            | 7             | 4             | 0             | 4                 | 1                 | 0                 | 0                 | 37       | 8      | 4           | 0          |
| C. Thier       | 31            | 0             | 1             | 0             | 4                 | 0                 | 0                 | 0                 | 35       | 0      | 1           | 0          |
| D. Toppmöller  | 20            | 5             | 4             | 0             | 2                 | 1                 | 0                 | 0                 | 22       | 6      | 4           | 0          |
| S. Türker      | 34            | 14            | 4             | 0             | 3                 | 1                 | 0                 | 0                 | 37       | 15     | 4           | 0          |
| L. Weißenfeldt | 7             | 0             | 0             | 0             | 2                 | 0                 | 0                 | 0                 | 9        | 0      | 0           | 0          |
| T. Wörle       | 32            | 1             | 6             | 0             | 4                 | 1                 | 2                 | 0                 | 36       | 2      | 8           | 0          |
| R. Yildirim    | 11            | 0             | 0             | 0             | 1                 | 0                 | 0                 | 0                 | 12       | 0      | 0           | 0          |